# Изобутилхлорид
Изобутилхлорид (2-метил-1-хлорпропан) — вещество, состоящее из углерода, водорода и хлора. При нормальных условиях является бесцветной жидкостью, нерастворимой в воде.

## Изомеры
2-Метил-1-хлорпропан имеет три изомера: 1-хлорбутан, 2-хлорбутан и 2-метил-2-хлорпропан.

## Получение
Обработка спиртов соляной кислотой в среде концентрированной кислоты приводит к образованию хлоралканов:
{\displaystyle {\ce {(CH3)2CH-CH2-OH\ + HCl ->[{\ce {H2SO4_{{конц}}}}] (CH3)2CH-CH2-Cl}}}

## Реакции
Гидролиз с образованием спирта
{\displaystyle {\ce {(CH3)2CH-CH2-Cl\ + NaOH_{{водный}}{}_{{раствор}}-> (CH3)2CH-CH2-OH\ + NaCl}}}
Реакция Вюрца
{\displaystyle {\ce {(CH3)2CH-CH2-Cl\ + 2Na -> (CH3)2CH-CH2-CH2-CH(CH3)2\ + 2NaCl}}}
Дегидрогалогенирование
{\displaystyle {\ce {(CH3)2CH-CH2-Cl\ + NaOH_{{спиртовой}}{}_{{раствор}}-> (CH3)2C=CH2\ + 2NaCl}}}
 Получение изобутиламина
{\displaystyle {\ce {(CH3)2CH-CH2-Cl\ + 2NH3 -> [(CH3)2CH-CH2-NH3+]Cl ->[+{\ce {NaOH}}][-{\ce {NaCl,-H2O}}] (CH3)2CH-CH2-NH2}}}